# Tunderyt
Tunderyt – niemiecki materiał wybuchowy, mieszanina 92% azotanu amonu, 4% mąki i 4% trotylu.